# Hosszúhetény, Baranya
Hosszúhetény este un sat în districtul Pécs, județul Baranya, Ungaria, având o populație de 3.417 locuitori (2011). 

## Demografie
Componența etnică a satului Hosszúhetény
     Maghiari (89,15%)
     Germani (6,07%)
     Romi (2,95%)
     Necunoscut (1,25%)
     Alții (0,58%)
Componența confesională a satului Hosszúhetény
     Romano-catolici (51,24%)
     Fără religie (15,04%)
     Reformați (2,99%)
     Luterani (1,2%)
     Necunoscută (28,42%)
     Alte religii (2,46%)
Conform recensământului din 2011, satul Hosszúhetény avea 3.417 locuitori. Din punct de vedere etnic, majoritatea locuitorilor (89,15%) erau maghiari, existând și minorități de germani (6,07%) și romi (2,95%). Apartenența etnică nu este cunoscută în cazul a 1,25% din locuitori.  Din punct de vedere confesional, majoritatea locuitorilor (51,24%) erau romano-catolici, existând și minorități de persoane fără religie (15,04%), reformați (2,99%) și luterani (1,2%). Pentru 28,42% din locuitori nu este cunoscută apartenența confesională.